# San Juan del Río
San Juan del Río er en by og en kommune i den mexikanske delstat Querétaro. Byen havde i 2007 128 270 indbyggere, mens der boede i alt 217 980 i kommunen. Dette er en af det byer i Mexico med størst folkevækst.
- 1990: By, 61 652 indbyggere; Kommune, 126 555 indbyggere.
- 1995: By, 84 532 indbyggere; Kommune, 154 922 indbyggere.
- 2000: By, 99 483 indbyggere; Kommune, 179 668 indbyggere.